# Archytas jurinoides
Archytas jurinoides là một loài ruồi trong họ Tachinidae.